# 異端審問
異端審問（いたんしんもん、ラテン語: inquisitio）とは、中世以降のカトリック教会において正統信仰に反する教えを持つ（異端である）という疑いを受けた者を裁判するために設けられたシステム。異端審問を行う施設を「異端審問所」と呼ぶ。ひとくちに異端審問といっても中世初期の異端審問、スペイン異端審問、ローマの異端審問の三つに分けることができ、それぞれが異なった時代背景と性格を持っている。
なお、魔女狩りは異端審問の形式を一部借用しているが、その性格（異端はキリスト教徒でありながら、誤っているとされた信仰を持っている者であるのに対し、魔女・魔術師（魔法使い）はそもそもキリストを信じないとされる人々であるため全く別種）や実施された地域・時代が異なっているため、異端審問とは別種のものと考えるのが適切である。

## 起源
異端審問は異端を根絶することを目的としたシステムであり、異端審問所とは異端審問を行う施設のことをいう。初期キリスト教においては、キリスト論など多くの神学論争が行われたが、コンスタンティヌス帝による公認以降、キリスト教とローマ帝国の統治システムが統合していくと、異種の教義理解を容認しておくことは統治システムの安定をゆるがすものと危険視されるようになっていった。それ以降、教義について異なる意見が提示された場合や意見の対立が起こった場合はしばしば教会会議や公会議によって討議・判断され、誤謬とみなされた説は異端として退けられた。この過程によってキリスト教神学は徐々に理論化され、確立されていった。このように「正統と異端」という問題では宗教問題という形式の裏に、常に政治問題と権力者の意向を見え隠れさせていた。異端審問が確立する以前は、異端審問は司教固有の権限とされていたが、それ以外にも世俗の権力であったり民衆であったりすることがあった。ラウール・グラベルの『年代記』によると、1022年には、フランスのオルレアンで10数人の異端者が捕縛され、当時のフランス王ロベール2世は火刑を命じたという。西洋史家の渡邊昌美によれば、この1022年のオルレアンでの事件が契機となって、異端の発覚が本格的になったという。
西欧においては西ローマ帝国の滅亡とその後の混乱期においてキリスト教異端問題はあまり取り上げられることはなかったが、12世紀以降西欧の諸勢力が各地において権威の集中化を目指す中で、異端者が再び統治システムの安定を揺るがす危険分子とみなされるようになっていった。

## 中世の異端審問
中世における異端審問の数が増え始めた契機として、1022年にフランスのオルレアンで起きた、異端者の処刑事件がある。この事件が起きた際、オルレアンの会議に召集されたブルージュ大司教のゴーズランは、スペインのビック司教オリバに対し、異端の発覚を憂う手紙を書いている。その後、11世紀中盤までに異端発覚の報告が17件を達し、急増している。その後、11世紀後半には異端発覚の数が沈静化したものの、12世紀に入ると再び急増を始めた。
12世紀に「中世の異端審問」と呼ばれる最初の異端審問が始まったのは、南フランスにおいてカタリ派がその影響力を拡大したことが直接の契機であった。先に述べたようにしばしば異端問題は政治問題であり、地域の領主たちが治安を乱すとして個別に地域内のカタリ派の捕縛や裁判を行っていたが、そういった従来の方法をまとめた形でだされた1184年の教皇勅書『アド・アボレンダム（甚だしきもののために）』（ルキウス3世）によって教会による公式な異端審問の方法が示された。そこで定められた異端審問は各地域の司教の管轄において行われていた。司教たちは定期的に自らの教区を回って異端者がいないかを確かめるというものだった。
教会には一般的な司法権や処罰権がなかったこともあって、このシステムはそれほど厳密に適用されていなかったが、その後世俗の領主たちが教会の異端審問を補助する形で、異端審問で有罪判決を受けたものを引き取って処罰するようになると様相が一変した。特に神聖ローマ皇帝フリードリヒ2世は第4ラテラン公会議が採決した異端審問のシステムを帝国法に取り込んで法制化し、自らの権限において最高で死刑にまで処することができるようにした。
一般の告訴訴訟では、事実によって証明された告訴人の証言に基づいて裁判が行われていたが、異端審問の場合は異端審問官が自らが起訴し、自らの裁量で裁く点で大きく異なる。うわさや密告者の証言などを証拠として逮捕でき、被告に証言者の名を告げることもなかったため、悪意による偽証がまかり通った。1252年にインノケンティウス4世によって公式に取り調べに拷問が取り入れられ、被告人に自白が強要された。
1209年に始まったアルビジョア十字軍の結果、異端とされたカタリ派、ヴァルド派を追及するために南フランスに異端審問所が設置され1232年に活動を開始した。
従来の司教たちが審問を行う形に替えて、教皇が直接任命した異端審問官が各地を回って異端審問を厳密に実施するようになった。このような形式を整えたのは当時の教皇グレゴリウス9世であり、異端審問官は当時学問の盛んな修道会として知られたドミニコ会員から任命されることが多かった。
グレゴリウス9世による異端審問は1234年にはスペイン、1255年には北フランスへと広がり、アルザス、ラインラント全域に恐怖と怒りを引き起こした。その後、14世紀にはオーストリアに異端審問所が設置され、多くの異端者が迫害された。
当時の異端審問がどのように行われていたのかを知るための資料としては1307年から1323年までトゥールーズの異端審問官を務めたベルナール・ギー（仏: Bernard Gui、羅: Bernardus Guidonis ベルナルドゥス･グイドーニス）の著した『異端審問の指針』、1376年ごろに、スペインの異端審問官だったニコラウ・エメリコが記した「異端審問の指針」などから知ることができる。この2冊は異端審問の教科書的存在で、特に後者の本については何度も印刷され、200年以上経った1607年にも再印刷されている。なお、ギーの『異端審問の指針』に関しては、この本が登場する前から、かなりの異端審問官が書いた多くの異端審問の手引書が土台となっている。この中で知られているのが、1240年代前半に、タラゴナ大司教ペドロ・ダルバラの命令によってペーニャフォルテが執筆した『ペドロの助言』、1240年代末から50年代初頭にかけて、2人の異端審問官ギヨーム・レモンとピエール・デュランが書いた『ナルボンヌの訴訟手順』、13世紀後半の作者不詳の『異端審問について』である。
この種の異端審問制度はドイツやスカンジナビア諸国など北ヨーロッパへも拡大していったが、ほとんど定着せず、場所によってはより穏健な形のものに変容していった。また、イングランドでは異端審問はほとんど行われなかった。中世の異端審問がどれほどの規模で行われたのかは正確に知ることは困難だが、現代の人々が想像するほど頻繁に大人数の処刑が行われたとは考えにくい。記録によれば、中世異端審問が最も活発に行われた1233年に南フランスの異端審問官に任命されたロベール・ル・プティは数百人に火刑を宣告したが、刑罰が過酷すぎるという理由で1年目で解任された。有名なベルナール・ギーは異端審問官を16年間の長きに渡って務めたが、死刑を宣告したのは40件に過ぎなかった。

## スペインの異端審問

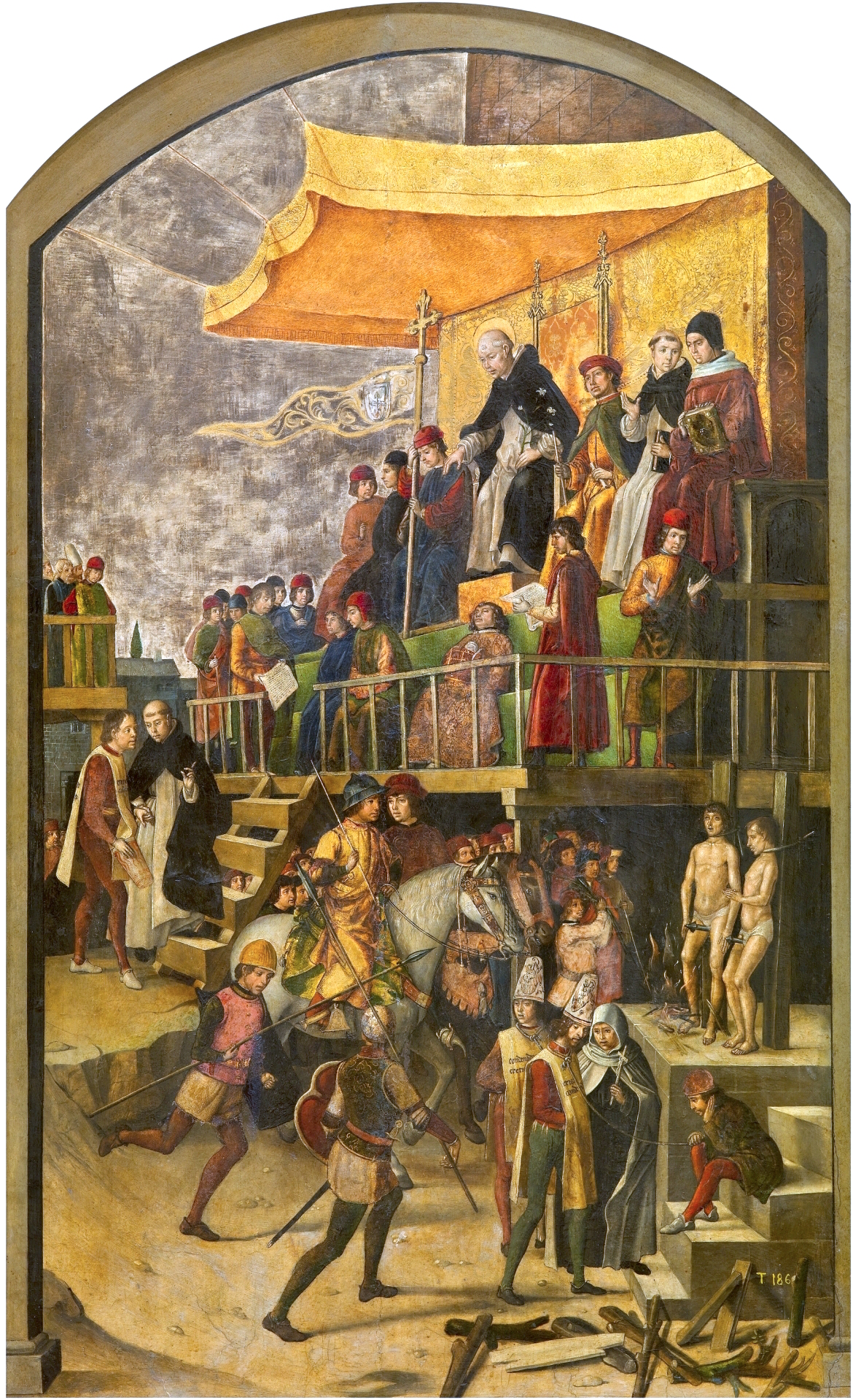
スペインの異端審問

異端審問の歴史の中で特筆されるスペイン異端審問は中世の異端審問とはまた異なる性格を持つものである。15世紀の終わりになって、アラゴンのフェルナンド2世とカスティーリャのイサベル1世の結婚に伴ってスペインに連合王国が成立した。当時のスペインにはキリスト教に改宗したイスラム教徒（モリスコ）やユダヤ教徒（マラノ）たちが多くいたため、国内の統一と安定において、このような人々が不安材料になると考えた王は、教皇に対してスペイン国内での独自の異端審問機関の設置の許可を願った。これは教皇のコントロールを離れた独自の異端審問であり、異端審問が政治的に利用されることの危険性を察知した教皇は許可をためらったが、フェルナンド王は政治的恫喝によってこの許可をとりつけることに成功した。結果としてスペイン異端審問は多くの処刑者を生んだことで、異端審問の負のイメージを決定付け、キリスト教の歴史に暗い影を落とすことになった。

## ローマの異端審問

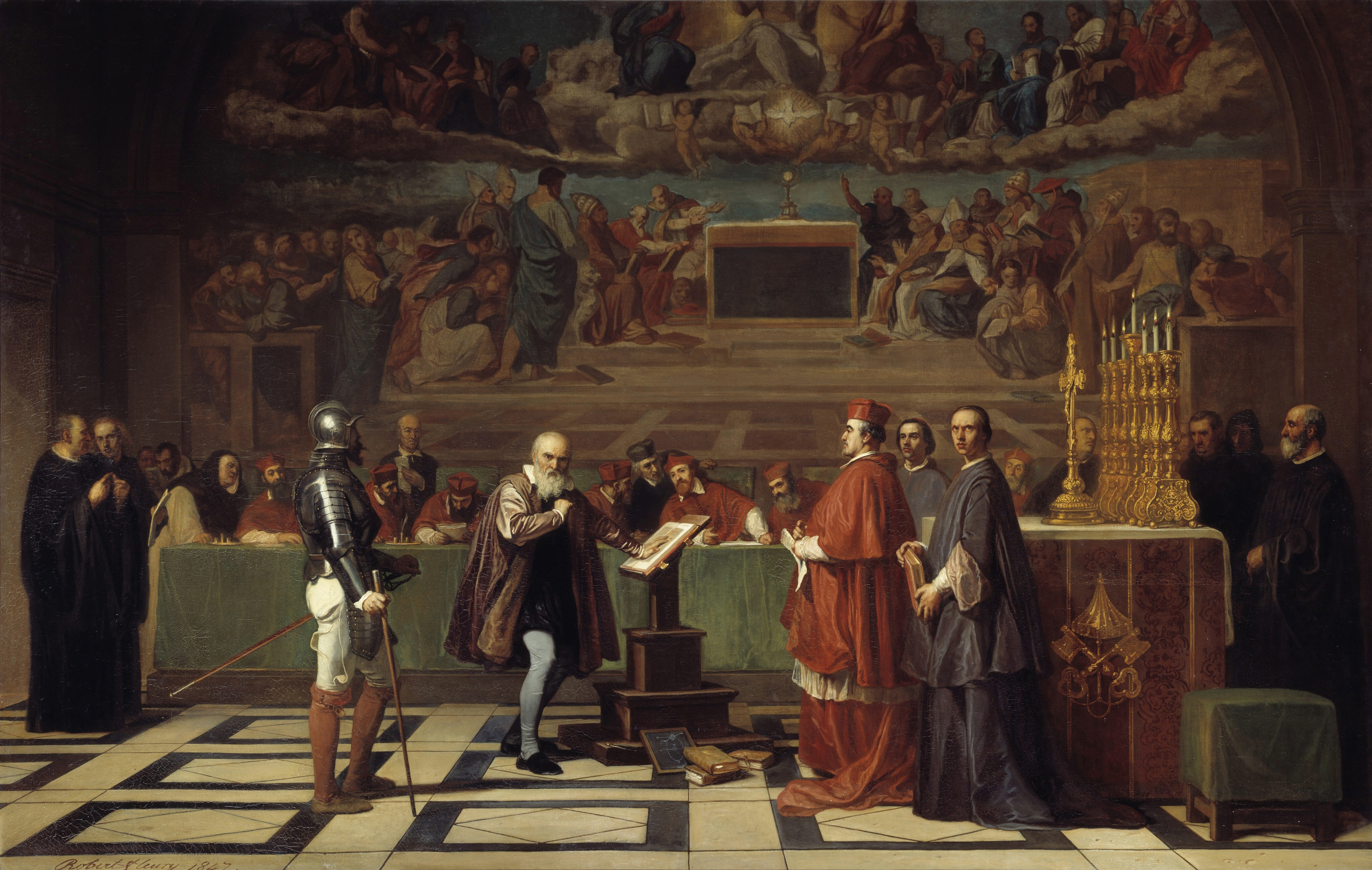
ガリレオ裁判

1542年、時の教皇パウルス3世によってローマに設けられた異端審問所は、従来のような教皇によって少数の異端審問官が任命されるシステムを廃し、神学者や学識の誉れ高い枢機卿たちからなる委員会が、特定の教説や著作に対して異端性がないかどうかを審議すると同時に、各国で行われる異端審問に問題がないよう監督することを目的としてつくられた。ローマの異端審問所は後に「検邪聖省」と改称され、教皇庁の一機関として機能した。検邪聖省は各国のよりすぐりの神学者、哲学者、教会法の専門家たちをアドバイザーとして抱え、彼らの意見に基づいて審議を行っていた。当初はジョルダーノ・ブルーノの断罪といったケースも扱っていた検邪聖省だったが、やがて個人の断罪よりも著作物を中心とした思想の審議が任務となっていき、それに伴って禁書目録の作成を行うようになった。発足以来、ローマの異端審問所である検邪聖省の決定のおよぶ範囲はイタリア国内に限られており、国外に対しては禁書目録の送付や決定事項の連絡以上の影響力を及ぼさなかった。検邪聖省の扱った事案でもっとも有名なものはなんといっても17世紀のガリレオ・ガリレイの著作に関する事案（いわゆるガリレオ裁判）であった。禁書目録は廃止されて久しいが、検邪聖省自体は教理省に改称して現在でも存続している。

## その他
スペインにおける異端審問の廃止は1834年であったが、「異端審問」という言葉は現代においてネガティブなイメージをもった言葉としていき続けている。上にあげた以外のその他の異端審問において補足しておくと、16世紀、インドのゴアにはポルトガル政府によって設置された異端審問所があった。インドの伝統とキリスト教を融合させようとしたイエズス会員ノビリらの運動はこの異端審問所によって糾弾された。キリスト教原理主義の立場に立つアルベルト・リベラはナチス・ドイツによるホロコーストを異端審問の一形態として位置づけているが、このような独自のホロコースト観は当然、大方の歴史学者たちには受け入れられていない。また、裁判記録の調査では異端審問で死刑判決が下されたのは全体の2% - 12%である。

## 社会的な動き
異端審問に対して抵抗の動きもあった。例えば、1233年に、審問官フェリエがナルボンヌの新町の住民を異端者呼ばわりしたため、激怒した住民がドミニコ会の僧院に押しかけ、玄関の一部を破壊している。また、1242年にアヴィニョネで、審問官以下12名が惨殺される事件が起きた。さらに1302年には、アルビで司教ベルナール・ド・カスタネが締め出された事件がある。これに激怒した司教カスタネは1299年にアルビ司教区で35人の住民を捕縛し、その内19人に対し終身刑を宣告し、足を鎖で繋ぎ、不衛生な獄舎へと送ったのである。こうしたカスタネの熱心な異端狩りに対し、3年後にアルビの住民はカスタネに対し抗議行動を行うに至った。1302年2月に、トゥールーズから帰還したカスタネを市内に入れないようにする為に、群集が市門に殺到し、罵声を浴びせたという。また同年末には、ドミニコ会士が説教をしようとすると、罵声が浴びせられ、石を投げつけられたと言う。その結果、会士はほとんど僧院から出られない状態に陥ってしまった。また、カルカッソンヌもまた、アルビと同じぐらい「反異端審問」の動きが強く、そこで僧院の院長を務めたギーは、その大変さを自身の本に書いている。また、1295年にはカルカッソンヌの住民が蜂起し、審問官に石を投げつけたため、ドミニコ会士らは市外に脱出している。これらは、異端審問の制度の是正を促したかに見えたが、最終的には失敗し、反異端審問の活動に加わった者達は、後に審問官による執拗な報復を受ける羽目になった。